# لاريسا لاي
لاريسا لاي (بالإنجليزية: Larissa Lai)‏ (1967، لاهويا في الولايات المتحدة)؛ روائية أمريكية.